# Эйхенвальд, Николай Александрович
Никола́й Алекса́ндрович Эйхенва́льд (25 марта 1873, Москва — 1934, Москва) — русский и советский архитектор, мастер модерна.

## Биография
Родился 25 марта 1873 года в Москве. В 1902 году со званием классного художника архитектуры окончил Московское училище живописи, ваяния и зодчества. С 1904 года работал производителем строительных работ у Д. И. Филиппова — известного московского булочника. Жил в доме на углу Трёхпрудного и Мамоновского переулков (№ 2/10). В 1912 году вступил в Московское архитектурное общество.
Умер в 1934 году. Похоронен на Ваганьковском кладбище (14 уч.).

## Проекты и постройки
- 1902 — Конкурсные проекты павильона Скакового общества, Москва (не осуществлены)[сн 1];
- 1904 — Усадьба Д. И. Филиппова «Сатино», пос. Спортбазы, Троицкий округ Москвы;
- 1905—1907 — Интерьеры кофейной Д. И. Филиппова, совместно с П. П. Кончаловским, С. Т. Конёнковым, В. М. Маятом, Москва, Тверская улица, 10;
- 1908 — Физический корпус Московских высших женских корпусов, совместно с А. Н. Соколовым, Москва, Малая Пироговская улица, 1 строение 5[5];
- 1909 — Жилой дом, Москва, Арбат, 9 строение 2[5];
- 1911 — Перестройка гостиницы «Люкс», Москва, Тверская улица, 10;
- 1912 — Перестройка дома Смирнова на Немецкой улице в Саратове под оборудование кондитерской Н. Д. Филиппова
- 1911—1914 — Здание московских женских педагогических курсов (с 1919 года Педагогический институт), совместно О. В. фон Дессином, Москва, Малая Пироговская улица, 29/7[5];
- 1913 — Реконструкция помещений и отделка фасадов первого этажа доходного дома, Санкт-Петербург, Вознесенский проспект, 43/59;
- 1913 — Реконструкция помещений и отделка фасадов первого этажа доходного дома, Санкт-Петербург, Ропшинская улица, 1/32;
- 1913 — Доходный дом Е. И. Капцовой, Москва, Садовая-Сухаревская улица, 5, во дворе;
- 1914 — Конкурсный проект здания Московского литературно-художественного кружка, совместно с Д. Ф. Фридманом[6], 3-я премия, Москва (не осуществлён);
- 1914—1925 — Доходный дом, Москва, Большая Дмитровка, 20;
- 1910-е — Собственный особняк, Москва, Ленинградское шоссе (не сохранился);
- 1922 — Внутреннее переустройство ресторана «Ливорно», Москва, улица Сретенка, 9 (не сохранился);
- 1929 — Административное здание,Москва, Серебряный переулок, 3, в глубине участка[7].

### Сноски
1. ↑  Здесь и далее проекты и постройки даны в хронологическом порядке по М. В. Нащокиной, с необходимыми дополнениями и уточнениями.